# Мамлев, Андрей Дмитриевич
Андрей Дмитриевич Мамлев (1 сентября 1924, Деревенька, Тверская губерния — 2012, Санкт-Петербург) — передовик советского судостроения, бригадир слесарей Адмиралтейского завода Министерства судостроительной промышленности, город Ленинград, Герой Социалистического Труда (1971).

## Биография
Родился 1 сентября 1924 году в деревне Деревенька (ныне — Кесовогорского района Тверской области) в крестьянской семье. В 1936 году вся семья переехала в Ленинград. Обучался в школе ФЗУ по специальности слесарь. Трудоустроился ремонтником на ГРЭС-7. Во время блокады Ленинграда работал станочником, обучал токарному делу подростков. В 1943 году мобилизован в Красную Армию. Участник Великой Отечественной войны. Служил санитаром-носильщиком в 257-м армейском сортировочном госпитале.
Демобилизовавшись, трудоустроился на завод № 194, где через три года ему доверили возглавить бригаду слесарей-монтажников. Восьмую пятилетку бригада завершила на год раньше положенного.
Указом Президиума Верховного Совета СССР от 26 апреля 1971 года (закрытым) за достижение высоких показателей в производстве Андрею Дмитриевичу Мамлеву присвоено звание Героя Социалистического Труда с вручением ордена Ленина и медали «Серп и Молот».
Работал на предприятие до выхода на пенсию. Являлся делегатом XXIII съезда КПСС.
Проживал в городе Санкт-Петербурге. Умер в 2012 году.

## Награды
За трудовые и боевые успехи был удостоен:
- Медаль «Серп и Молот» Героя Социалистического Труда и орден Ленина (26.04.1971)
- Орден Отечественной войны 2 степени (6.11.1985)[1]
- Орден Знак Почёта| (28.04.1963)
- медали, в том числе:
- «За трудовое отличие» (09.10.1952)
- «За оборону Ленинграда».